# Suichuan Jiang
Suichuan Jiang (kinesiska: 遂川江) är ett vattendrag i Kina. Det ligger i provinsen Jiangxi, i den sydöstra delen av landet, omkring 270 kilometer sydväst om provinshuvudstaden Nanchang.
Genomsnittlig årsnederbörd är 1 900 millimeter. Den regnigaste månaden är maj, med i genomsnitt 288 mm nederbörd, och den torraste är oktober, med 29 mm nederbörd.